# Saison 2011-2012 de l'AS Nancy-Lorraine
Maillots
Dernière mise à jour : 6 avril 2013.
Chronologie
Saison précédente Saison suivante
La saison 2011-2012 de l'AS Nancy-Lorraine est la vingt-huitième saison de l'histoire du club en première division du championnat de France, la septième consécutive au sein de l'élite du football français. C'est aussi la quarante-cinquième de l'histoire du club.

## Résumé de la saison
Pour prendre la succession de Pablo Correa, qui aura passé neuf saisons à la tête de l'équipe nancéienne, Jacques Rousselot fait du recrutement du technicien Jean Fernandez sa priorité : l'entraîneur signe le 5 juin 2011 pour bâtir une nouvelle équipe après les départs de plusieurs joueurs-cadres (Julien Féret, Youssouf Hadji...), et pérenniser le club en Ligue 1.
Le début de saison s'avère compliqué : avec seulement 5 points au bout de la 10e journée, Nancy est 20e et dernier de Ligue 1, ne décrochant sa première victoire que lors de la 11e journée (victoire 1-0 face à Nice). L'équipe signe une performance (victoire 1-0) lors de la 14e journée face au Paris SG au Parc des Princes, et monte à la 16e place, mais ne confirme pas et pointe à la 18e place à la trêve après une défaite (1-3) face à Marseille.
Lors du mercato hivernal, Jonathan Brison est transféré à Saint-Étienne après 10 ans passés à Nancy , mais le club recrute des joueurs déterminants, tels que Yohan Mollo prêté par Grenade, et Sébastien Puygrenier qui fait son retour. L'ASNL se redresse alors au classement, empochant 21 points en 12 rencontres, dont des victoires à domicile sur des équipes du haut de tableau : l'Olympique lyonnais (2-0), le Montpellier HSC (1-0) et le Paris Saint-Germain (2-1). L'ASNL termine à la 11e place à la fin de l'exercice 2011-2012.
Parallèlement, Nancy est éliminé dès son premier match de Coupe de France par le Stade rennais, de même qu'en Coupe de la Ligue où l'équipe sort de la compétition dès les seizièmes de finale contre l'AJ Auxerre à domicile.

## Effectif et encadrement technique
Le tableau suivant liste l'effectif professionnel de l'AS Nancy-Lorraine pour la saison 2011-2012.

## Transferts

### Mercato d'été
Le mercato d'été pour cette saison débute le 9 juin 2011.
Côté entraîneur, Pablo Correa n'a pas souhaité poursuivre l'aventure et est remplacé par Jean Fernandez, auparavant entraîneur de l'AJ Auxerre.
| Type              | Date             | Prix    | Joueur                 | Ancien/Nouveau club        |
| Achats · (5,2 M€) | 17 juin 2011     | 1 M€    | Alexandre Cuvillier    | US Boulogne (Ligue 2)      |
| Achats · (5,2 M€) | 23 juin 2011     | 900 k€  | Lossémy Karaboué       | CS Sedan (Ligue 2)         |
| Achats · (5,2 M€) | 18 juillet 2011  | 800k€   | Guy Roland Ndy Assembe | FC Nantes (Ligue 2)        |
| Achats · (5,2 M€) | 21 juillet 2011  | Gratuit | Distel Zola            | AS Monaco (Ligue 2)        |
| Achats · (5,2 M€) | 15 août 2011     | 2,5 M€  | Benjamin Moukandjo     | AS Monaco (Ligue 2)        |
| Prêt              | 11 juillet 2011  | -       | Salif Sané             | Bordeaux (Ligue 1)         |
| Prêt              | 31 août 2011     | -       | Thomas Mangani         | AS Monaco (Ligue 2)        |
| Prêt              | 31 août 2011     | -       | Daniel Niculae         | AS Monaco (Ligue 2)        |
| Retour de prêt    | 1er juillet 2011 | -       | Hélder                 | FC Timişoara (Liga)        |
| Retour de prêt    | 1er juillet 2011 | -       | Bocundji Ca            | FC Tours (Ligue 2)         |
| Ventes · (6,4 M€) | 9 juin 2011      | 4 M€    | Julien Féret           | Stade rennais FC (Ligue 1) |
| Ventes · (6,4 M€) | 1er juillet 2011 | Gratuit | Benjamin Gavanon       | Amiens SC (Ligue 2)        |
| Ventes · (6,4 M€) | 2 juillet 2011   | 2 M€    | Alfred N'Diaye         | Bursaspor (Süper Lig)      |
| Ventes · (6,4 M€) | 5 juillet 2011   | Gratuit | Gennaro Bracigliano    | Marseille (Ligue 1)        |
| Ventes · (6,4 M€) | 25 juillet 2011  | Gratuit | Bocundji Ca            | Stade de Reims (Ligue 2)   |
| Ventes · (6,4 M€) | 31 août 2011     | 400k€   | Michaël Chrétien       | Bursaspor (Süper Lig)      |
| Fin de contrat    | 10 juin 2011     | -       | Ronan Le Crom          | Libre                      |
| Fin de contrat    | 4 juillet 2011   | -       | Landry N'Guemo         | Bordeaux (Ligue 1)         |

### Mercato d'hiver
Le mercato hivernal est marqué par le retour de Sébastien Puygrenier, quatre ans après son départ en Russie.
| Type   | Date             | Prix    | Joueur               | Ancien/Nouveau club                      |
| Achats | 29 décembre 2011 | Gratuit | Sébastien Puygrenier | Zénith Saint-Pétersbourg (Premier-ligue) |
| Prêt   | 7 janvier 2012   | -       | Yohan Mollo          | Granada CF (Liga)                        |
| Prêt   | 22 décembre 2011 | -       | Fouad Rachid         | SAS Épinal (National)                    |

## Préparation d'avant-saison
La reprise de l'entraînement est fixée au 28 juin 2011.

## Ligue 1

### Rencontre
| 1re journée       | AS Nancy-Lorraine                                               | 1 - 1   | Lille OSC                                              |                                                                   |                                                                   |
| 6 août 2011 21h00 | Franck Béria 61e (csc)                                          | (1-1)   | 47e Mathieu Debuchy                                    | Stade Marcel-Picot Spectateurs : 15 060 Arbitrage : Philippe Kalt | Stade Marcel-Picot Spectateurs : 15 060 Arbitrage : Philippe Kalt |
| 6 août 2011 21h00 | Lossémy Karaboué 24e · Samba Diakité 37e · Pascal Berenguer 83e | Rapport | 28e Benoît Pedretti · 53e Pape Souaré · 81e Marko Baša | Stade Marcel-Picot Spectateurs : 15 060 Arbitrage : Philippe Kalt | Stade Marcel-Picot Spectateurs : 15 060 Arbitrage : Philippe Kalt |

| 2e journée                            | AS Saint-Étienne                                 | 1 - 0   | AS Nancy-Lorraine                       |                                                                        |                                                                        |
| 13 août 2011 19h00 12e place, 1 point | Sylvain Marchal 88e                              | (0-0)   |                                         | Stade Geoffroy-Guichard Spectateurs : 22 510 Arbitrage : Fredy Fautrel | Stade Geoffroy-Guichard Spectateurs : 22 510 Arbitrage : Fredy Fautrel |
| 13 août 2011 19h00 12e place, 1 point | Florent Sinama-Pongolle 24e · Jérémy Clément 72e | Rapport | 32e Jonathan Brison · 89e Bakaye Traoré | Stade Geoffroy-Guichard Spectateurs : 22 510 Arbitrage : Fredy Fautrel | Stade Geoffroy-Guichard Spectateurs : 22 510 Arbitrage : Fredy Fautrel |

| 3e journée                                  | AS Nancy-Lorraine                   | 1 - 2   | FC Sochaux-Montbéliard                   |                                                                     |                                                                     |
| 21 août 2011 · 17h00 · 13e place, 1 point · | Youssouf Hadji 67e (pen.)           | (0-0)   | 53e Mathieu Peybernes · 64e Sloan Privat | Stade Marcel-Picot Spectateurs : 15 126 Arbitrage : Stéphane Lannoy | Stade Marcel-Picot Spectateurs : 15 126 Arbitrage : Stéphane Lannoy |
| 21 août 2011 · 17h00 · 13e place, 1 point · | Youssouf Hadji 36e · André Luiz 63e | Rapport | 26e Marvin Martin · 65e Carlão           | Stade Marcel-Picot Spectateurs : 15 126 Arbitrage : Stéphane Lannoy | Stade Marcel-Picot Spectateurs : 15 126 Arbitrage : Stéphane Lannoy |

| 4e journée                                  | FC Lorient                                         | 2 - 1   | AS Nancy-Lorraine                        |                                                                      |                                                                      |
| 27 août 2011 · 19h00 · 18e place, 1 point · | Arnold Mvuemba 78e · Yann Jouffre 90+2e            | (1-0)   | 11e Djamel Bakar                         | Stade du Moustoir Spectateurs : 14 879 Arbitrage : Sébastien Desiage | Stade du Moustoir Spectateurs : 14 879 Arbitrage : Sébastien Desiage |
| 27 août 2011 · 19h00 · 18e place, 1 point · | Romao 42e · Lucas Mareque 81e · Yann Jouffre 90+2e | Rapport | 42e Youssouf Hadji · 77e Jonathan Brison | Stade du Moustoir Spectateurs : 14 879 Arbitrage : Sébastien Desiage | Stade du Moustoir Spectateurs : 14 879 Arbitrage : Sébastien Desiage |

| 5e journée                                        | AS Nancy-Lorraine | 0 - 0   | AJ Auxerre                                                 |                                                                  |                                                                  |
| 11 septembre 2011 · 17h00 · 19e place, 1 points · |                   | (0-0)   |                                                            | Stade Marcel-Picot Spectateurs : 14 206 Arbitrage : Tony Chapron | Stade Marcel-Picot Spectateurs : 14 206 Arbitrage : Tony Chapron |
| 11 septembre 2011 · 17h00 · 19e place, 1 points · |                   | Rapport | 15e Jérémy Berthod · 78e Delvin Ndinga · 89e Dennis Oliech | Stade Marcel-Picot Spectateurs : 14 206 Arbitrage : Tony Chapron | Stade Marcel-Picot Spectateurs : 14 206 Arbitrage : Tony Chapron |

| 6e journée                                        | Stade rennais                                                               | 1 - 1   | AS Nancy-Lorraine                                                                  |                                                                                 |                                                                                 |
| 18 septembre 2011 · 17h00 · 18e place, 2 points · | Montaño 19e                                                                 | (1-0)   | 78e (pen.) André Luiz                                                              | Stade de la route de Lorient Spectateurs : 15 509 Arbitrage : Nicolas Rainville | Stade de la route de Lorient Spectateurs : 15 509 Arbitrage : Nicolas Rainville |
| 18 septembre 2011 · 17h00 · 18e place, 2 points · | Kévin Théophile-Catherine 23e · Jean-Armel Kana-Biyik 77e · Yann M'Vila 77e | Rapport | 21e Jordan Lotiès · 38e André Luiz · 50e Benjamin Moukandjo · 86e Benjamin Jeannot | Stade de la route de Lorient Spectateurs : 15 509 Arbitrage : Nicolas Rainville | Stade de la route de Lorient Spectateurs : 15 509 Arbitrage : Nicolas Rainville |

| 7e journée                                        | AS Nancy-Lorraine      | 1 - 1   | Valenciennes FC                     |                                                                    |                                                                    |
| 21 septembre 2011 · 19h00 · 19e place, 3 points · | Benjamin Moukandjo 15e | (1-0)   | 82e Renaud Cohade                   | Stade Marcel-Picot Spectateurs : 13 600 Arbitrage : Clément Turpin | Stade Marcel-Picot Spectateurs : 13 600 Arbitrage : Clément Turpin |
| 21 septembre 2011 · 19h00 · 19e place, 3 points · |                        | Rapport | 34e, 90+2e Rémi Gomis · 64e Sánchez | Stade Marcel-Picot Spectateurs : 13 600 Arbitrage : Clément Turpin | Stade Marcel-Picot Spectateurs : 13 600 Arbitrage : Clément Turpin |

| 8e journée                                        | Toulouse FC        | 1 - 0   | AS Nancy-Lorraine                                     |                                                       |                                                       |
| 24 septembre 2011 · 19h00 · 20e place, 4 points · | Umut Bulut 59e     | (0-0)   |                                                       | Stadium Spectateurs : 12 346 Arbitrage : Pascal Vileo | Stadium Spectateurs : 12 346 Arbitrage : Pascal Vileo |
| 24 septembre 2011 · 19h00 · 20e place, 4 points · | Daniel Braaten 54e | Rapport | 37e Massadio Haidara · 51e Hélder · 58e Samba Diakité | Stadium Spectateurs : 12 346 Arbitrage : Pascal Vileo | Stadium Spectateurs : 12 346 Arbitrage : Pascal Vileo |

| 9e journée                               | AS Nancy-Lorraine | 1 - 1   | Évian Thonon Gaillard FC     |                                                                      |                                                                      |
| 01/10/11 · 19:00 · 20e place, 5 points · | Karaboué 53e      | (0 - 0) | 62e (pen.) Mongongu          | Stade Marcel-Picot Spectateurs : 15 054 Arbitrage : Hervé Piccirillo | Stade Marcel-Picot Spectateurs : 15 054 Arbitrage : Hervé Piccirillo |
| 01/10/11 · 19:00 · 20e place, 5 points · | Mangani 83e       | Rapport | 39e Dja Djédjé · 55e Poulsen | Stade Marcel-Picot Spectateurs : 15 054 Arbitrage : Hervé Piccirillo | Stade Marcel-Picot Spectateurs : 15 054 Arbitrage : Hervé Piccirillo |

| 10e journée                              | Olympique lyonnais                | 3 - 1   | AS Nancy-Lorraine                              |                                                                |                                                                |
| 15/10/11 · 19:00 · 20e place, 5 points · | Bastos 26e 31e (pen.) · Gomis 28e | (3 - 0) | 88e Jo-Gook                                    | Stade de Gerland Spectateurs : 33 825 Arbitrage : Ruddy Buquet | Stade de Gerland Spectateurs : 33 825 Arbitrage : Ruddy Buquet |
| 15/10/11 · 19:00 · 20e place, 5 points · | Briand 67e · Cissokho 75e         | Rapport | 15e Moukandjo · 45+1eAndré Luiz · 52e Lemaître | Stade de Gerland Spectateurs : 33 825 Arbitrage : Ruddy Buquet | Stade de Gerland Spectateurs : 33 825 Arbitrage : Ruddy Buquet |

| 11e journée                        | AS Nancy-Lorraine                    | 1 - 0   | OGC Nice               |                                                                     |                                                                     |
| 22/10/11 · 19:00 · 19e, 8 points · | Niculae 54e                          | (0 - 0) |                        | Stade Marcel-Picot Spectateurs : 13 652 Arbitrage : Lionel Jaffredo | Stade Marcel-Picot Spectateurs : 13 652 Arbitrage : Lionel Jaffredo |
| 22/10/11 · 19:00 · 19e, 8 points · | Diakité 15e · Sami 84e · Niculae 90e | Rapport | 43e Palun · 67e Meriem | Stade Marcel-Picot Spectateurs : 13 652 Arbitrage : Lionel Jaffredo | Stade Marcel-Picot Spectateurs : 13 652 Arbitrage : Lionel Jaffredo |

| 12e journée                        | Montpellier HSC         | 2 - 0   | AS Nancy-Lorraine |                                                                   |                                                                   |
| 29/10/11 · 19:00 · 19e, 8 points · | Giroud 62e · Camara 74e | (2 - 0) |                   | Stade de la Mosson Spectateurs : 11 683 Arbitrage : Wilfried Bien | Stade de la Mosson Spectateurs : 11 683 Arbitrage : Wilfried Bien |
| 29/10/11 · 19:00 · 19e, 8 points · |                         | Rapport | 31e Brison        | Stade de la Mosson Spectateurs : 11 683 Arbitrage : Wilfried Bien | Stade de la Mosson Spectateurs : 11 683 Arbitrage : Wilfried Bien |

| 13e journée                         | AS Nancy-Lorraine         | 2 - 1   | Stade brestois 29        |                                                                       |                                                                       |
| 06/11/11 · 17:00 · 18e, 11 points · | Jo-Gook 64e · Niculae 87e | (0 - 0) | 85e Lesoimier            | Stade Marcel-Picot Spectateurs : 14 029 Arbitrage : Nicolas Rainville | Stade Marcel-Picot Spectateurs : 14 029 Arbitrage : Nicolas Rainville |
| 06/11/11 · 17:00 · 18e, 11 points · | Calvé 13e                 | Rapport | 28e Grougi · 30e Martial | Stade Marcel-Picot Spectateurs : 14 029 Arbitrage : Nicolas Rainville | Stade Marcel-Picot Spectateurs : 14 029 Arbitrage : Nicolas Rainville |

| 14e journée                                                | Paris SG                | 0 – 1   | AS Nancy-Lorraine       |                                                                         |                                                                         |
| Dimanche 20 novembre 2011 · 21:00 · 16e place, 14 points · |                         | (0 – 0) | 49e Calvé               | Parc des Princes, Paris Spectateurs : 40 199 Arbitrage : Antony Gautier | Parc des Princes, Paris Spectateurs : 40 199 Arbitrage : Antony Gautier |
| Dimanche 20 novembre 2011 · 21:00 · 16e place, 14 points · | Matuidi 13e · Ceará 67e | Rapport | 34e Calvé · 47e Diakité | Parc des Princes, Paris Spectateurs : 40 199 Arbitrage : Antony Gautier | Parc des Princes, Paris Spectateurs : 40 199 Arbitrage : Antony Gautier |

| 15e journée                               | AS Nancy-Lorraine | 1 – 2   | Dijon FCO                                              |                                                                   |                                                                   |
| 26/11/11 · 19:00 · 18e place, 14 points · | Calvé 26e         | (1 - 1) | 18e Bauthéac · 83e (pen.) Sankhare                     | Stade Marcel-Picot Spectateurs : 15 114 Arbitrage : Fredy Fautrel | Stade Marcel-Picot Spectateurs : 15 114 Arbitrage : Fredy Fautrel |
| 26/11/11 · 19:00 · 18e place, 14 points · | Lemaître 73e      | Rapport | 34e Bérenguer · 45e Souprayen · 58e Bamba · 86e Reynet | Stade Marcel-Picot Spectateurs : 15 114 Arbitrage : Fredy Fautrel | Stade Marcel-Picot Spectateurs : 15 114 Arbitrage : Fredy Fautrel |

| 16e journée                               | Girondins de Bordeaux     | 2 – 0   | AS Nancy-Lorraine |                                                                   |                                                                   |
| 03/12/11 · 19:00 · 19e place, 14 points · | Plašil 1re · Henrique 52e | (1 - 0) |                   | Stade Chaban-Delmas Spectateurs : 15 404 Arbitrage : Tony Chapron | Stade Chaban-Delmas Spectateurs : 15 404 Arbitrage : Tony Chapron |
| 03/12/11 · 19:00 · 19e place, 14 points · | Rapport                   |         |                   | Stade Chaban-Delmas Spectateurs : 15 404 Arbitrage : Tony Chapron | Stade Chaban-Delmas Spectateurs : 15 404 Arbitrage : Tony Chapron |

| 17e journée                         | AS Nancy-Lorraine         | 2 – 2   | AC Ajaccio                         |                                                                   |                                                                   |
| 10/12/11 · 19:00 · 18e, 15 points · | Bakar 10e · Niculae 90+3e | (1 - 1) | 34e (csc) André Luiz · 72e Cavalli | Stade Marcel-Picot Spectateurs : 12 440 Arbitrage : Benoît Millot | Stade Marcel-Picot Spectateurs : 12 440 Arbitrage : Benoît Millot |
| 10/12/11 · 19:00 · 18e, 15 points · | Traoré 49e                | Rapport | 43e André · 86e Lippini            | Stade Marcel-Picot Spectateurs : 12 440 Arbitrage : Benoît Millot | Stade Marcel-Picot Spectateurs : 12 440 Arbitrage : Benoît Millot |

| 18e journée                         | SM Caen                 | 1 – 2   | AS Nancy-Lorraine                                                      |                                                                      |                                                                      |
| 17/12/11 · 19:00 · 15e, 18 points · | Nivet 60e (pen.)        | (0 - 1) | 3e Karaboué · 56e Sané                                                 | Stade Michel-d'Ornano Spectateurs : 13 528 Arbitrage : Wilfried Bien | Stade Michel-d'Ornano Spectateurs : 13 528 Arbitrage : Wilfried Bien |
| 17/12/11 · 19:00 · 15e, 18 points · | Sorbon 9e · Hamouma 58e | Rapport | 25e Sané · 36e Diakité · 45+2e Joël Sami · 59e Ndy Assembe · 82e Bakar | Stade Michel-d'Ornano Spectateurs : 13 528 Arbitrage : Wilfried Bien | Stade Michel-d'Ornano Spectateurs : 13 528 Arbitrage : Wilfried Bien |

| 19e journée                               | AS Nancy-Lorraine                    | 1 – 3   | Olympique de Marseille                   |                                                                     |                                                                     |
| 21/12/11 · 21:00 · 18e place, 18 points · | Lemaître 37e                         | (1 - 2) | 18e Valbuena · 41e Mbia · 90+1e Gonzalez | Stade Marcel-Picot Spectateurs : 19 304 Arbitrage : Stéphane Lannoy | Stade Marcel-Picot Spectateurs : 19 304 Arbitrage : Stéphane Lannoy |
| 21/12/11 · 21:00 · 18e place, 18 points · | Niculae 61e · Bakar 68e · Lotiès 70e | Rapport | 8e Mbia · 53e Amalfitano                 | Stade Marcel-Picot Spectateurs : 19 304 Arbitrage : Stéphane Lannoy | Stade Marcel-Picot Spectateurs : 19 304 Arbitrage : Stéphane Lannoy |

| 20e journée                               | AS Nancy-Lorraine              | 2 – 2   | FC Lorient                   |                                                                           |                                                                           |
| 14/01/12 · 19:00 · 17e place, 19 points · | Moukandjo 14e · Sané 84e       | (1 - 0) | 63e Coutadeur · 81e Campbell | Stade Marcel-Picot Spectateurs : 13 500 Arbitrage : Jean-Charles Cailleux | Stade Marcel-Picot Spectateurs : 13 500 Arbitrage : Jean-Charles Cailleux |
| 14/01/12 · 19:00 · 17e place, 19 points · | Puygrenier 33e · Moukandjo 72e | Rapport | 90e Jouffre                  | Stade Marcel-Picot Spectateurs : 13 500 Arbitrage : Jean-Charles Cailleux | Stade Marcel-Picot Spectateurs : 13 500 Arbitrage : Jean-Charles Cailleux |

| 21e journée                               | AJ Auxerre                                    | 1 – 3   | AS Nancy-Lorraine           |                                                                            |                                                                            |
| 28/01/12 · 19:00 · 13e place, 22 points · | Cissé 82e                                     | (0 - 0) | 68e Mollo · 69e 77e Niculae | Stade de l'Abbé-Deschamps Spectateurs : 10 815 Arbitrage : Lionel Jaffredo | Stade de l'Abbé-Deschamps Spectateurs : 10 815 Arbitrage : Lionel Jaffredo |
| 28/01/12 · 19:00 · 13e place, 22 points · | Oliech 16e · Cissé 40e · Boly 76e · Dudka 86e | Rapport | 59e Lemaître                | Stade de l'Abbé-Deschamps Spectateurs : 10 815 Arbitrage : Lionel Jaffredo | Stade de l'Abbé-Deschamps Spectateurs : 10 815 Arbitrage : Lionel Jaffredo |

| 22e journée                               | AS Nancy-Lorraine       | 0 – 0   | Stade rennais |                                                                      |                                                                      |
| 04/02/12 · 15:00 · 15e place, 23 points · |                         | (0 - 0) |               | Stade Marcel-Picot Spectateurs : 12 617 Arbitrage : Hervé Piccirillo | Stade Marcel-Picot Spectateurs : 12 617 Arbitrage : Hervé Piccirillo |
| 04/02/12 · 15:00 · 15e place, 23 points · | Karaboué 67e · Sami 81e | Rapport | 14e Pajot     | Stade Marcel-Picot Spectateurs : 12 617 Arbitrage : Hervé Piccirillo | Stade Marcel-Picot Spectateurs : 12 617 Arbitrage : Hervé Piccirillo |

| 23e journée                               | Valenciennes FC            | 1 – 0   | AS Nancy-Lorraine |                                                                |                                                                |
| 11/02/12 · 19:00 · 15e place, 23 points · | Samassa 90+2e              | (0 - 0) |                   | Stade du Hainaut Spectateurs : 11 657 Arbitrage : Ruddy Buquet | Stade du Hainaut Spectateurs : 11 657 Arbitrage : Ruddy Buquet |
| 11/02/12 · 19:00 · 15e place, 23 points · | Isimat-Mirin 42e · Gil 49e | Rapport | 81e Lemaître      | Stade du Hainaut Spectateurs : 11 657 Arbitrage : Ruddy Buquet | Stade du Hainaut Spectateurs : 11 657 Arbitrage : Ruddy Buquet |

| 24e journée                               | AS Nancy-Lorraine | 0 – 3   | Toulouse FC                             |                                                                    |                                                                    |
| 18/02/12 · 19:00 · 16e place, 23 points · |                   | (0 - 2) | 9e Sirieix · 20e Regattin · 72e Rivière | Stade Marcel-Picot Spectateurs : 12 041 Arbitrage : Antony Gautier | Stade Marcel-Picot Spectateurs : 12 041 Arbitrage : Antony Gautier |
| 18/02/12 · 19:00 · 16e place, 23 points · | Rapport           |         |                                         | Stade Marcel-Picot Spectateurs : 12 041 Arbitrage : Antony Gautier | Stade Marcel-Picot Spectateurs : 12 041 Arbitrage : Antony Gautier |

| 25e journée                               | Évian Thonon Gaillard FC     | 2 – 0   | AS Nancy-Lorraine                         |                                                                             |                                                                             |
| 25/02/12 · 19:00 · 18e place, 23 points · | Bérigaud 30e 32e             | (2 - 0) |                                           | Parc des Sports d'Annecy Spectateurs : 10 748 Arbitrage : Nicolas Rainville | Parc des Sports d'Annecy Spectateurs : 10 748 Arbitrage : Nicolas Rainville |
| 25/02/12 · 19:00 · 18e place, 23 points · | Dja Djédjé 12e · Poulsen 39e | Rapport | 39e André Luiz · 41e Karaboué · 53e Mollo | Parc des Sports d'Annecy Spectateurs : 10 748 Arbitrage : Nicolas Rainville | Parc des Sports d'Annecy Spectateurs : 10 748 Arbitrage : Nicolas Rainville |

| 26e journée                               | AS Nancy-Lorraine          | 2 – 0   | Olympique lyonnais |                                                                  |                                                                  |
| 03/03/12 · 19:00 · 17e place, 26 points · | Puygrenier 66e · Bakar 72e | (0 - 0) |                    | Stade Marcel-Picot Spectateurs : 17 034 Arbitrage : Pascal Viléo | Stade Marcel-Picot Spectateurs : 17 034 Arbitrage : Pascal Viléo |
| 03/03/12 · 19:00 · 17e place, 26 points · | Rapport                    |         |                    | Stade Marcel-Picot Spectateurs : 17 034 Arbitrage : Pascal Viléo | Stade Marcel-Picot Spectateurs : 17 034 Arbitrage : Pascal Viléo |

| 27e journée                               | OGC Nice       | 1 – 1   | AS Nancy-Lorraine                             |                                                              |                                                              |
| 10/03/12 · 19:00 · 17e place, 27 points · | Dja Djédjé 37e | (1 - 1) | 12e Niculae                                   | Stade du Ray Spectateurs : 8 405 Arbitrage : Stéphane Lannoy | Stade du Ray Spectateurs : 8 405 Arbitrage : Stéphane Lannoy |
| 10/03/12 · 19:00 · 17e place, 27 points · | Dja Djédjé 12e | Rapport | 18e Haïdara · 38e André Luiz · 41e Puygrenier | Stade du Ray Spectateurs : 8 405 Arbitrage : Stéphane Lannoy | Stade du Ray Spectateurs : 8 405 Arbitrage : Stéphane Lannoy |

| 28e journée                               | AS Nancy-Lorraine     | 1 – 0   | Montpellier HSC                         |                                                                   |                                                                   |
| 17/03/12 · 19:00 · 14e place, 30 points · | André Luiz 63e (pen.) | (0 - 0) |                                         | Stade Marcel-Picot Spectateurs : 17 130 Arbitrage : Philippe Kalt | Stade Marcel-Picot Spectateurs : 17 130 Arbitrage : Philippe Kalt |
| 17/03/12 · 19:00 · 14e place, 30 points · |                       | Rapport | 43e Hilton · 43e Bocaly · 60e Stambouli | Stade Marcel-Picot Spectateurs : 17 130 Arbitrage : Philippe Kalt | Stade Marcel-Picot Spectateurs : 17 130 Arbitrage : Philippe Kalt |

| 29e journée                               | Stade brestois 29                     | 0 – 1   | AS Nancy-Lorraine |                                                                         |                                                                         |
| 24/03/12 · 19:00 · 12e place, 33 points · |                                       | (0 - 1) | 12e Bakaye Traoré | Stade Francis-Le Blé Spectateurs : 13 970 Arbitrage : Sébastien Moreira | Stade Francis-Le Blé Spectateurs : 13 970 Arbitrage : Sébastien Moreira |
| 24/03/12 · 19:00 · 12e place, 33 points · | Baysse 62e · Zebina 86e · Kantari 88e | Rapport | 73e Moukandjo     | Stade Francis-Le Blé Spectateurs : 13 970 Arbitrage : Sébastien Moreira | Stade Francis-Le Blé Spectateurs : 13 970 Arbitrage : Sébastien Moreira |

| 30e journée                               | AS Nancy-Lorraine      | 2 – 1   | Paris SG                              |                                                                     |                                                                     |
| 31/03/12 · 21:00 · 11e place, 36 points · | Traore 18e · Mollo 89e | (1 - 0) | 50e Sissoko                           | Stade Marcel-Picot Spectateurs : 18 802 Arbitrage : Laurent Duhamel | Stade Marcel-Picot Spectateurs : 18 802 Arbitrage : Laurent Duhamel |
| 31/03/12 · 21:00 · 11e place, 36 points · | Bakar 74e              | Rapport | 42e Bodmer · 52e Hoarau · 74e Pastore | Stade Marcel-Picot Spectateurs : 18 802 Arbitrage : Laurent Duhamel | Stade Marcel-Picot Spectateurs : 18 802 Arbitrage : Laurent Duhamel |

| 31e journée                               | Dijon FCO                                 | 0 - 2   | AS Nancy-Lorraine |                                                                      |                                                                      |
| 07/04/12 · 19:00 · 11e place, 39 points · |                                           | (0 - 1) | 6e 84e Traore     | Stade Gaston-Gérard Spectateurs : 14 526 Arbitrage : Lionel Jaffredo | Stade Gaston-Gérard Spectateurs : 14 526 Arbitrage : Lionel Jaffredo |
| 07/04/12 · 19:00 · 11e place, 39 points · | Kumordzi 15e · Bauthéac 24e · Meïté 90+2e | Rapport | 34e Sané          | Stade Gaston-Gérard Spectateurs : 14 526 Arbitrage : Lionel Jaffredo | Stade Gaston-Gérard Spectateurs : 14 526 Arbitrage : Lionel Jaffredo |

| 32e journée                               | AS Nancy-Lorraine           | 2 - 2   | Girondins de Bordeaux                         |                                                                   |                                                                   |
| 15/04/12 · 17:00 · 11e place, 40 points · | Traore 47e · Puygrenier 73e | (0 - 1) | 17e Gouffran · 90e (pen.) Trémoulinas         | Stade Marcel-Picot Spectateurs : 18 100 Arbitrage : Benoît Millot | Stade Marcel-Picot Spectateurs : 18 100 Arbitrage : Benoît Millot |
| 15/04/12 · 17:00 · 11e place, 40 points · | Sami 49e · Puygrenier 65e   | Rapport | 24e Planus · 37e Obraniak · 82e Maurice-Belay | Stade Marcel-Picot Spectateurs : 18 100 Arbitrage : Benoît Millot | Stade Marcel-Picot Spectateurs : 18 100 Arbitrage : Benoît Millot |

| 33e journée                               | AC Ajaccio | 0 - 0   | AS Nancy-Lorraine |                                                                  |                                                                  |
| 22/04/12 · 17:00 · 11e place, 41 points · |            | (0 - 0) |                   | Stade François-Coty Spectateurs : 6 140 Arbitrage : Pascal Viléo | Stade François-Coty Spectateurs : 6 140 Arbitrage : Pascal Viléo |
| 22/04/12 · 17:00 · 11e place, 41 points · | Rapport    |         |                   | Stade François-Coty Spectateurs : 6 140 Arbitrage : Pascal Viléo | Stade François-Coty Spectateurs : 6 140 Arbitrage : Pascal Viléo |

| 34e journée                               | AS Nancy-Lorraine      | 1 - 1   | SM Caen                    |                                                                       |                                                                       |
| 29/04/12 · 17:00 · 10e place, 42 points · | Benjamin Moukandjo 81e | (0 - 0) | 51e Niang                  | Stade Marcel-Picot Spectateurs : 17 017 Arbitrage : Sébastien Desiage | Stade Marcel-Picot Spectateurs : 17 017 Arbitrage : Sébastien Desiage |
| 29/04/12 · 17:00 · 10e place, 42 points · |                        | Rapport | 45e Vandam · 89e Montaroup | Stade Marcel-Picot Spectateurs : 17 017 Arbitrage : Sébastien Desiage | Stade Marcel-Picot Spectateurs : 17 017 Arbitrage : Sébastien Desiage |

| 35e journée                               | Olympique de Marseille | 1 - 0   | AS Nancy-Lorraine |                                               |                                               |
| 02/05/12 · 19:00 · 11e place, 42 points · | Rémy 30e               | (1 - 0) |                   | Stade Vélodrome Arbitrage : Bartolomeu Varela | Stade Vélodrome Arbitrage : Bartolomeu Varela |

| 36e journée                               | FC Sochaux-Montbéliard | 1 - 0   | AS Nancy-Lorraine |                                                       |                                                       |
| 05/05/12 · 19:00 · 11e place, 42 points · | Roudet 85e             | (0 - 0) |                   | Stade Auguste-Bonal Arbitrage : Jean-Charles Cailleux | Stade Auguste-Bonal Arbitrage : Jean-Charles Cailleux |

| 37e journée                               | AS Nancy-Lorraine            | 3 - 2   | AS Saint-Étienne             |                                                  |                                                  |
| 13/05/12 · 21:00 · 11e place, 45 points · | Moukandjo 6e 21e · Mollo 44e | (3 - 1) | 39e Aubameyang · 70e Batlles | Stade Marcel-Picot Arbitrage : Nicolas Rainville | Stade Marcel-Picot Arbitrage : Nicolas Rainville |

| 38e journée                               | Lille OSC                               | 4 - 1   | AS Nancy-Lorraine |                                                       |                                                       |
| 20/05/12 · 21:00 · 11e place, 45 points · | Hazard 10e 27e 34e (pen.) · De Melo 24e | (4 - 1) | 12e Lemaitre      | Stadium Lille Métropole Arbitrage : Sébastien Desiage | Stadium Lille Métropole Arbitrage : Sébastien Desiage |

## Coupe de la ligue
| 16e de finale    | AS Nancy-Lorraine             | 1 - 2   | AJ Auxerre                               |                                                                  |                                                                  |
| 30/08/2011 21:00 | Samba Diakité 55e             | (0 - 0) | 50e Anthony Le Tallec · 74e Omar Kossoko | Stade Marcel Picot Spectateurs : 15 020 Arbitrage : Tony Chapron | Stade Marcel Picot Spectateurs : 15 020 Arbitrage : Tony Chapron |
| 30/08/2011 21:00 | Diakité 41e, 80e · Rachid 85e | Rapport | 34e Contout                              | Stade Marcel Picot Spectateurs : 15 020 Arbitrage : Tony Chapron | Stade Marcel Picot Spectateurs : 15 020 Arbitrage : Tony Chapron |

## Coupe de France
| 32e de finale    | Stade rennais                             | 3 - 0   | AS Nancy-Lorraine |                                                  |                                                  |
| 07/01/2012 20:45 | Kembo-Ekoko 22e · Feret 26e · Boukari 43e | (3 - 0) |                   | Stade de la route de Lorient Spectateurs : 6 342 | Stade de la route de Lorient Spectateurs : 6 342 |
| 07/01/2012 20:45 | Théophile-Catherine 65e                   | Rapport | Bakar 85e         | Stade de la route de Lorient Spectateurs : 6 342 | Stade de la route de Lorient Spectateurs : 6 342 |